# Jonas Wærn (militär)
Carl Jonas Wærn, född 23 juli 1915 i Spånga, Stockholms län, död 6 november 2003 i Drottningholm, var en svensk militär (överste) och kabinettskammarherre.

## Biografi
Wærn var son till advokaten Olof Wærn och journalisten Gerd Ribbing, född Rehn. Han tog studentexamen 1934, reservofficersexamen 1936, officersexamen 1940 samt var officer på stat vid Värmlands regemente (I 2) 1941. Wærn gick på Krigshögskolan 1947. Han var biträdande försvarsattaché i Köpenhamn 1948 och var andre lärare vid Infanteriets stridsskola samma år. Han gick på School of Infantry i Warminster, England 1950 och tjänstgjorde vid Värmlands regemente (I 2) 1951. Wærn tjänstgjorde vid Arméstaben 1955, vid Västerbottens regemente (I 20) 1956 och blev major samma år. Han var förste lärare vid Infanteriets stridsskola 1957 och samma år utnämndes han till Gustaf VI Adolfs adjutant.
Han var överste och chef för den tolfte och fjortonde svenska FN-bataljonerna i Kongo 1961-1962. Samtidigt var han brigadchef för de svenska, indiska och irländska trupperna i södra Katanga som ingick i FN:s fredsbevarande styrkor i Kongo (ONUC) från juni 1961 till maj 1962. Wærn var sektionschef i IV militärbefälsstaben 1962, chef svenska FN-bataljonerna på Cypern (UNFICYP) 1964 samt infanterichef vid Stockholms kustartilleriförsvar 1966.
Wærn var medlem av Samfundet SHT och Karl Johans förbundet. Wærn fortsatte vara verksam vid hovet som slottsfogde vid Gripsholms slott och Strömsholms slott 1975-1983. År 1974 utnämndes han till kabinettskammarherre. 1976 tog han filosofie kandidatexamen. Våren 1998 genomförde TV-programmet Röda rummet en omröstning om århundradets mest betydelsefulla svenska böcker, i resultatet om 100 titlar återfinns Wærns bok om Katanga på 84:e plats.
Wærn gifte sig 1939 med åldfrun Lissie Ehnström (1916-2012), dotter till Axel Ehnström och Stina Larsdotter. Han var far till Stina (född 1942), Olof (född 1944), Peder (född 1950) och Lotta (född 1957). Wærn avled den 6 november 2003 och gravsattes den 12 december 2003 i familjegraven på Norra begravningsplatsen i Solna kommun.

## Utmärkelser
Wærns utmärkelser:
- Riddare av Svärdsorden (RSO)
- Hemvärnets förtjänstmedalj i guld (HvSM)
- Värmlands befälsförbunds silvermedalj (VärmlbfbSM)
- Arméns skyttemedalj (SkytteM)
- Italienska Röda Korsets silvermedalj (ItRKSM)
- United Nations Emergency Force Medal (UNEFM)